# 미국 대 잉글랜드 (1950년 FIFA 월드컵)
1950년의 미국 대 잉글랜드는 1950년 6월 29일에 치러진, 1950년 FIFA 월드컵 조별리그 B조 4번째 경기였다. 이 경기에 출전한 잉글랜드 축구 국가대표팀은 직전 경기인 칠레 축구 국가대표팀과의 경기에서 2-0으로 매우 쉽게 승리를 거둔 반면 상대팀인 미국 축구 국가대표팀은 직전 경기에서 스페인 축구 국가대표팀에게 1-3으로 패배를 한 상황이었다.
게다가 선수들의 면모도 아예 딴판이었는데 잉글랜드는 세계 축구 올스타라고 해도 과언이 아닐 정도로 화려한 멤버들인 반면 미국은 이런 저런 직업 종사자들과 유학생들과 불법 체류자들을 모아서 대충 결성된 팀이었다. 일례로 이 경기에서 미국의 공격수로 출전한 조 게이젠스는 아이티 사람이었다.

## 경기 진행

### 전반전
잉글랜드는 시종일관 미국을 압도했다. 전반 12분까지 잉글랜드는 총 6번의 슈팅을 했는데 3번은 빗나갔고 2번은 골대를 맞고 튕겨나갔으며 1번은 프랭크 보기 골키퍼가 선방했다. 미국은 어떻게든 공격하려고 애썼고 전반 25분에 첫 슈팅을 시도했지만 잉글랜드의 골키퍼 바트 윌리엄스에 의해 막혔다. 잉글랜드는 전반 30분, 31분, 32분에 연달아 3번 슈팅을 시도했으나 모두 실패했는데 그 중 하나를 프랭크 보기 골키퍼가 선방했다. 
전반 37분 미국의 월터 바가 25야드 바깥에서 장거리 슈팅을 시도했지만 바트 윌리엄스에 의해 선방되어 튕겨나갔다. 38분 이렇게 튕겨나간 공을 미국의 조 게이젠스가 헤딩으로 슈팅했고 그게 잉글랜드의 골대 왼쪽 안으로 빨려들어갔다.
일이 이렇게 되자 경기 도중 입장하는 관중들이 계속 생겨났고 관중 수는 순식간에 1만 명을 돌파했다.

### 후반전
미국은 골을 넣은 일로 인해 자신감이 생겼고 후반 54분 추가 골을 넣으려 시도했지만 실패했다. 59분에 잉글랜드의 윌프 모텐슨이 슛을 시도했지만 이걸 프랭크 보기가 신들린 선방으로 막아냈다. 잉글랜드 선수들은 계속 성난 사자처럼 맹렬한 공격을 퍼부었지만 미국은 잘 막아냈다. 82분에 미국의 찰리 콜롬보가 윌프 모텐슨에게 거친 태클을 걸었다. 페널티 라인 근처였기 때문에 잉글랜드 측에서는 페널티킥을 요구했으나 페널티라인 바깥이었기 때문에 묵살되었다. 잉글랜드의 알프 램지가 프리킥을 했지만 이걸 프랭크 보기가 또 막아냈다. 
경기 종료가 임박하자 미국의 프랭크 왈라스가 슈팅을 시도했지만 빗나가고 결국 경기는 종료되었다.

## 경기 후
이 경기에서 승리한 미국은 이 경기에서 모든 힘을 쏟아부은 탓에 가장 약한 상대인 칠레에게 2-5 대패를 당해 조꼴찌로 탈락했으며 잉글랜드는 미국에게 패배한 여파로 인해 전의를 완전히 상실해서 스페인에게 0-1로 패배했으며 그 결과 스페인만 3전 전승, 나머지 3팀 모두 1승 2패를 기록하여 스페인이 파이널에 진출했다.

## 같이 보기
- 프랑스 대 세네갈 (2002년 FIFA 월드컵)
- 카잔의 기적: 조현우 역시 프랭크 보기와 비슷하게 신들린 선방으로 상대방의 맹렬한 공격을 막아내 무실점을 기록했다. 또한 공교롭게도 이 월드컵에서 미국이 이긴 유일한 팀이 잉글랜드이듯 2018년 FIFA 월드컵 역시 대한민국이 이긴 유일한 팀이 독일이었다.